# Ophlitaspongia pennata
Ophlitaspongia pennata är en svampdjursart. Ophlitaspongia pennata ingår i släktet Ophlitaspongia och familjen Microcionidae. Inga underarter finns listade i Catalogue of Life.